# Longwood (Irlande)
Longwood, historiquement appelée Moydervy (en irlandais Maigh Dearmhaí) est un village au sud-ouest du comté de Meath, en Irlande. 
Il se trouve à environ 15 km au sud de Trim, sur la R160, à environ 50 km de Dublin, près de la N4. 
Dans les premières années du XXIe siècle, la population de Longwood a augmenté de façon spectaculaire, ayant plus que triplé, passant de 480 habitants au recensement de 2002 à 1 581 habitants au recensement de 2016.
Le recensement de 2016 met en évidence que 65% des maisons du village (317 ménages sur 488) ont été construites entre 2001 et 2010.

## Histoire
L'aqueduc de la Boyne, construit au XIXe siècle, là où le canal traverse la rivière Boyne, est situé à environ 3 km du village.

### Époque médiévale
Longwood est mentionné comme possession de l'hôpital des frères béquillés de Saint-Jean-Baptiste, à Newtown Trim, lors de la dissolution des monastères en 1540. [réf. nécessaire].
La localité est alors citée comme Longwood alias Modarvy où se trouvaient un château, six maisons, 40 acres de terres arables, 60 acres de pâturage, de lande et de sous-bois, évalués à 40 shillings sterling. En 1611-1612, James I a accordé à Christopher Plunkett, chevalier, un château, six maisons, 40 acres de terres arables, 60 acres de pâturage, tourbière et sous-bois à Longwood, autrement appelé Mordervie ou Moydervy. Cette donation est conforme à la description de Longwood quelque soixante-dix ans plus tôt. [réf. nécessaire].
James 1er a également accordé une foire par acte de 1611[réf. nécessaire].
Seules les foires d'Athboy, Duleek, Ballyboggan, Kells, Navan, Trim et Ratoath sont plus anciennes, quelque dix-huit dans le comté de Meath sont mises en place plus tard. La carte de la baronnie Down Survey de Moyfenrath décrit le village de Longwood mais ne représente aucun bâtiment ni aucune caractéristique. Le Civil Survey, cependant, mentionne un château, un moulin et un déversoir et signale que Longwood est en la possession de Nicholas Plunkett, un catholique et vraisemblablement un descendant de Christopher Plunkett mentionné ci-dessus.

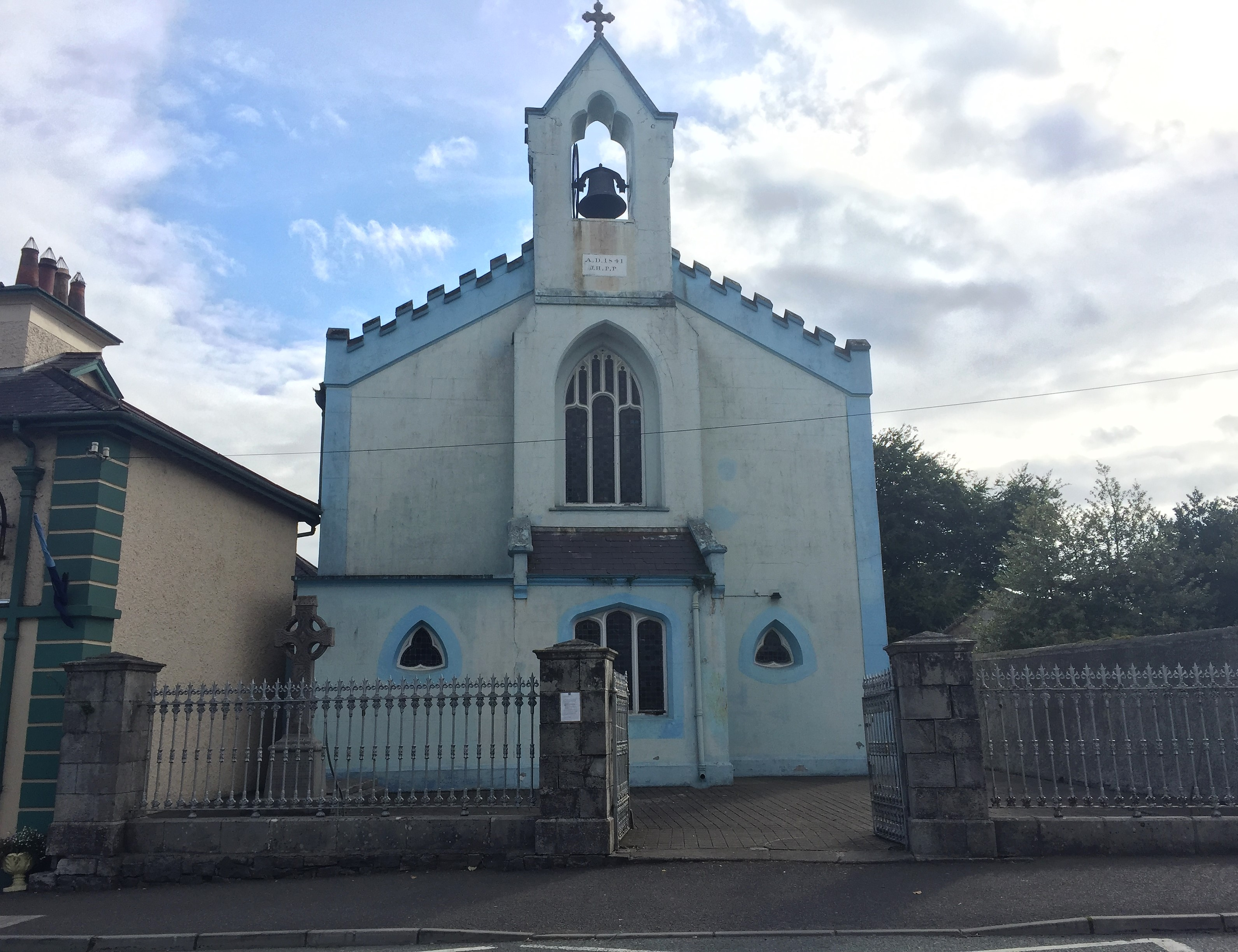
Église Sainte-Marie de l'Assomption.

Edward Tyrrell de Lynn comté de Westmeath, a été créé baronnet en 1680. Edward a épousé Eleanor Loftus, la petite-fille de Sir James Ware, auditeur général d'Irlande et célèbre historien. Leur fille unique, Catherine, a épousé Robert Edgeworth de Longwood. Robert Edgeworth était en possession de Longwood à partir des années 1680 sinon avant. Les domaines d'Edward Tyrrell qui ont été confisqués en 1688 ont été plus tard restitués à Robert Edgeworth de Longwood. Edgeworthstown dans le comté de Longford est également associé à cette famille et a peut-être reçu plus d'attention et de favoritisme que Longwood. [réf. nécessaire]

### Développement duXIXesiècle
L'emplacement d'une foire à Longwood ressort clairement de sa représentation sur la carte de Larkin de 1812. Elle représente des logements de chaque côté d'un green triangulaire et d'une large route menant au green vers l'est. La fonction du vert clair est confirmée par Carlisle écrivant en 1810: " Les foires ont lieu du 1er juillet, mardi de Pentecôte, au 12 juillet et 11 décembre ". La population de Longwood était de 398 habitants en 1813, tombant à 300 en 1821. Cela suggère une population d'ouvriers agricoles à Longwood au début du XIXe siècle, une demande pour leurs compétences après la fin des hostilités entre l'Angleterre et la France ; cependant, en 1837, selon Lewis, la population était de nouveau passée à 425 âmes, occupant 83 maisons. [réf. nécessaire]
La carte OS 1ère édition, 1837, représente un certain nombre de maisons autour du terrain vert triangulaire, la majorité sur les côtés ouest et sud sans parcelles de jardin à l'arrière. Cela suggère un certain nombre de cabanes, un fait confirmé par le grand nombre de logements de 4e classe enregistrés à Longwood en 1843. Soixante-neuf pour cent des logements à Longwood se composaient de conglomérats de cabanes en terre, habités par des ouvriers agricoles et ruraux. Des endroits comme Stamullen (73%) et Bohermeen (67%), en comparaison, ne s'en sont pas mieux tirés. Il y avait des logements plus importants le long du côté sud de la rue menant à l'espace  vert - les parcelles formelles derrière ces maisons l'indiquent. En 1837, le poste de police était situé à l'extrémité est du village, à la jonction de la route Trim-Enfield avec le village. Cachée dans le coin opposé se trouvait l'église catholique, bien en retrait de la rue et un plan inhabituel en forme de L. Lewis décrit cette église comme "un grand édifice simple". En 1824, deux écoles se trouvaient à Longwood (l'une est indiquée sur la carte OS 1ed, au nord du poste de police). Les écoliers Longwood ont fréquenté des maisons aux murs de boue au toit de chaume ; les cours ont été suivis par 79 catholiques et 10 protestants en 1824.
L'église catholique actuelle a été construite en 1841 et a été rénovée plusieurs fois depuis. Contrairement au bâtiment précédent, elle donne sur la route en arrière des balustrades et des portes dans une orientation nord-est sud-ouest. Construit dans un style gothique tardif, le clocher ouest est traité comme un contrefort. [réf. nécessaire]
L'ancienne maison paroissiale date ou a été rénovée en 1845, lorsque la propriété a été louée aux Edgeworths par le curé de la paroisse. Trois baies et deux étages avec un porche central avancé à deux baies composent l'édifice. Il est orné avec des pièces jointes en relief et des encadrements de fenêtre. Les pierres de taille surélevées en calcaire ou en stuc peint sont une caractéristique de plusieurs autres grandes maisons à toit en croupe de deux étages du village. [réf. nécessaire]

## Commodités
Longwood a deux écoles primaires et une école secondaire. Un espace vert se situe à côté de l'école primaire. Le village compte 3 épiceries, un bureau de poste et 4 pubs.
Ces dernières années, le club GAA a modernisé ses installations qui comprennent désormais un bar, une salle de réception et un terrain éclairé. Également à Longwood, se trouve un magasin d'antiquités, une déchiqueteuse, un salon de coiffure, des agents de presse, Spar, des plats à emporter chinois, des directeurs de funérailles, une quincaillerie appartenant à Johnny Daragans Public House et un magasin de pièces détachées de motos. Un groupe de scouts est basé à Longwood, le 17e groupe scout Meath Longwood qui opère à partir de la salle communautaire.

## Caractéristiques locales

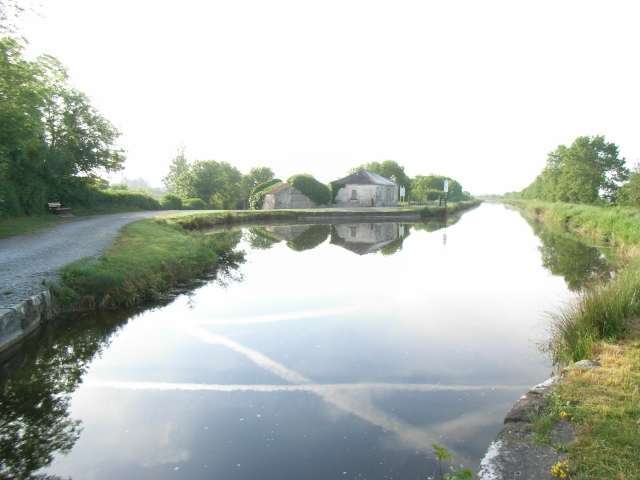
Port sur le Royal Canal.

L'une des principales caractéristiques de l'agglomération est la grande rue principale. En juillet 2008, le conseil du comté de Meath a mis en place des marquages routiers à Longwood avec des places de stationnement. [réf. nécessaire].
À proximité du village se trouve la rivière Blackwater, rivière à truites réputée qui se jette dans la Boyne un peu plus loin et le Royal Canal.

## Personnalités
- Eamonn Duggan, l'un des membres de la délégation irlandaise qui a signé le traité anglo-irlandais en 1921, ministre de l'Intérieur dans le gouvernement provisoire formé après le traité ;
- Thomas Allen, membre des Volontaires irlandais qui ont combattu et sont morts en 1916 Easter Rising ;
- Pat Giles, ancien membre de la CISR, homme politique et ancien  TD ;
- John Kyne, ancien Évêque de Meath ;
- Noel Dempsey, T.D. et ministre du gouvernement [F.F.] Lionsden, Longwood.